# 海淀 47-0 房山
海淀对房山，是2014年北京市第十四届运动会男子足球丙组第六轮的一场比赛。最终海淀队47-0大胜房山队，创造了中国足球比赛史上最悬殊比分的纪录。在此之前，中国足球比赛差距最大的比分是江西省第十二届运动会吉安隊40-0大勝鹰潭队。

## 比賽過程
北京市第14届运动会男子丙组足球賽由12至13歲的适龄球员參加。比賽採取單循環賽制，若有兩隊積分相同時，以進球數、被進球數的多寡決定名次。在比賽開始的第一天，海淀隊便以15-0的大比分擊敗延庆隊；而女子組的東城隊則以18-0的更大比分戰勝延庆隊。
海淀隊在隨後的幾場比賽也都以大比分獲勝。但在22日的比赛中，海淀隊與另一支強隊東城隊以0-0戰平。為了爭取冠軍，在23日對房山隊的第六轮比賽中便盡全力搶攻，房山队在开局即大比分落后的情况下选择消极比赛，於是產生47-0的創紀錄比分。

## 赛后反响
新京报报道称本届北京市运动会的男子丙组球员除了年齡限制外，还需要是北京市的正式学籍学生和北京市足协注册的运动员，每場比賽開始之前，足協对參賽球员进行骨龄测试，確保場上沒有超齡球員。由于北京市运动会男子丙组比赛是进行上下半场总计70分钟的足球赛，加上该比赛要踢满单循环的7轮比赛，所以在最后的一两轮来刷净胜球来决定冠军的归属。70分钟的足球赛踢進47球，等於不到2分鐘便踢進1球。
北京市足协秘书长杨俊生称，不存在谎报年龄和假球的可能性，只是房山队球员失去斗志导致惨败。由于北京市的青少年足球水平在市区和郊区的差异一直都非常大，这与足球俱樂部的投入、招生等情况也有关系。而房山区体育局、海淀队球员和教练均未回应此事。
北京电视台主持人梁言表示，海淀队在去年的市运动会预赛中被查出6名超龄球员而被取消资格，没想到他们竟然又出现在市运动会赛场上，“这种丑恶现象出现是青少年足球比赛中是中国足球的悲哀”。宜宾晚报主编毛开云撰文批评相关单位的回应态度不同“更让人觉得这个比分确有问题”，“不仅无据更无理”，需更权威部门给出有理有据、经得起公众检验的答复，而不是让体育局和足协自说自话。